# سارا بادل
سارا بادل (انگلیسی: Sarah Badel؛ زادهٔ ۳۰ مارس ۱۹۴۳) بازیگر اهل بریتانیا است.
از فیلم‌ها یا برنامه‌های تلویزیونی که وی در آن نقش داشته‌است، می‌توان به معجون زمان ۳، بدون دخترم هرگز، پوآرو، تلفات، مسترپیس، مستأجر عمارت وایلدفل، آدمکشان میدسامر، انگشتر و خانم دالووی اشاره کرد.